# Димитър Гоцев
Димитър Георгиев Гоцев е български учен историк и обществен деец, бивш председател на ВМРО-Съюз на македонските дружества (1990–1993) и на Македонския научен институт (1997–2008).

## Биография
Роден е през 1945 година в пехчевското село Панчарево, в областта Пиянец. Родът му е известен с участието си в борбата на ВМРО за освобождението на Македония. През 1947 година баща му Георги Гоцев е осъден на 12 години строг тъмничен затвор поради отказа си да приеме просръбския македонизъм и заради идеите си за самостоятелност на Македония.
Димитър Гоцев получава прогимназиалното си образование в Народна република Македония, а след излизането на баща му от затвора заедно с цялото си семейство емигрира в България. Тук Гоцев довършва образованието си, като през 1972 година завършва история в Софийския университет „Св. Климент Охридски“.
От 1975 година е агент на Държавна сигурност.
От 1976 до 1986 година е асистент в Историческия факултет на СУ. Междувременно се включва в дейността на Съюза на македонските културно-просветни дружества в България и е избран за негов председател. През декември 1990 година при преименуването на Съюза във ВМРО-Съюз на македонските дружества (днес ВМРО - Българско национално движение) Димитър Гоцев е избран за председател на Изпълнителния комитет – пост, който заема до 1993 година.
Димитър Гоцев се включва в дейността на възстановения през май 1990 година Македонски научен институт. Първоначално е заместник-председател на Управителния му съвет, а впоследствие – негов председател (1997-2008).

## Научна дейност
Основните теми в научното творчество на Димитър Гоцев са свързани с борбите на българите в Македония за освобождение след 1878 година. През 1976 той защитава дисертация на тема „Вардарска Македония в периода 1912-1915“, която по-късно е издадена като монография. В свои монографии, студии и статии, самостоятелно или в съавторство, Гоцев осветлява различни страни от националноосвободителните борби на българите в Македония, голяма част от които до 80-те години на ХХ век е слабо проучена.
От 1986 година Д. Гоцев е доцент в СУ, а от 2003 – професор. Води лекции по Нова българска история в Историческия факултет на СУ.
В периода 1997-2008 година е главен редактор на изданието на Македонския научен институт – „Македонски преглед“.
През 2003 година е награден с медал „100 години Илинденско-Преображенско въстание“.

## Съчинения

### Самостоятелни издания
- Национално-освободителната борба в Македония 1912-1915, С. 1981, 208 с.
- Тайната младежка революционна организация във Вардарска Македония, С. 1982, 36 с.
- Младежките национално-освободителни организации на македонските българи 1919-1941, С. 1988, 288 с.
- Идеята за автономия като тактика в програмите на националноосвободителното движение в Македония и Одринско (1893-1941), 1983, 76 с.
- Новата национално-освободителна борба във Вардарска Македония 1944-1991 г., С. 1998, 48 с.

### Статии
- Положението във Вардарска Македония (октомври 1912-октомври 1913). Въстанието в Тиквешко и Охридско. – Годишник на Софийския университет – Исторически факултет, 69, 1980, с. 223-251.
- Революционното движение във Върдарска Македония (1914-1915). – Годишник на Софийския университет – Исторически факултет, 71, 1981, с. 139-171.
- Към въпроса за същността на водените от България през 1885-1918 г. войни и отношението към тях на българското население в Македония и Одринска Тракия. – Военно-исторически сборник, 1982, № 1, с. 3-21.
- Създаване и дейност на студентските дружества на български емигранти от Македония в чужбина (1912-1923). – Военно-исторически сборник, 1982, № 4, с. 172-191.
- Тайната младежка революционна организация във Вардарска Македония (1922-1927). – Исторически преглед, 1983, № 2, 49-63.